# Rybožravec

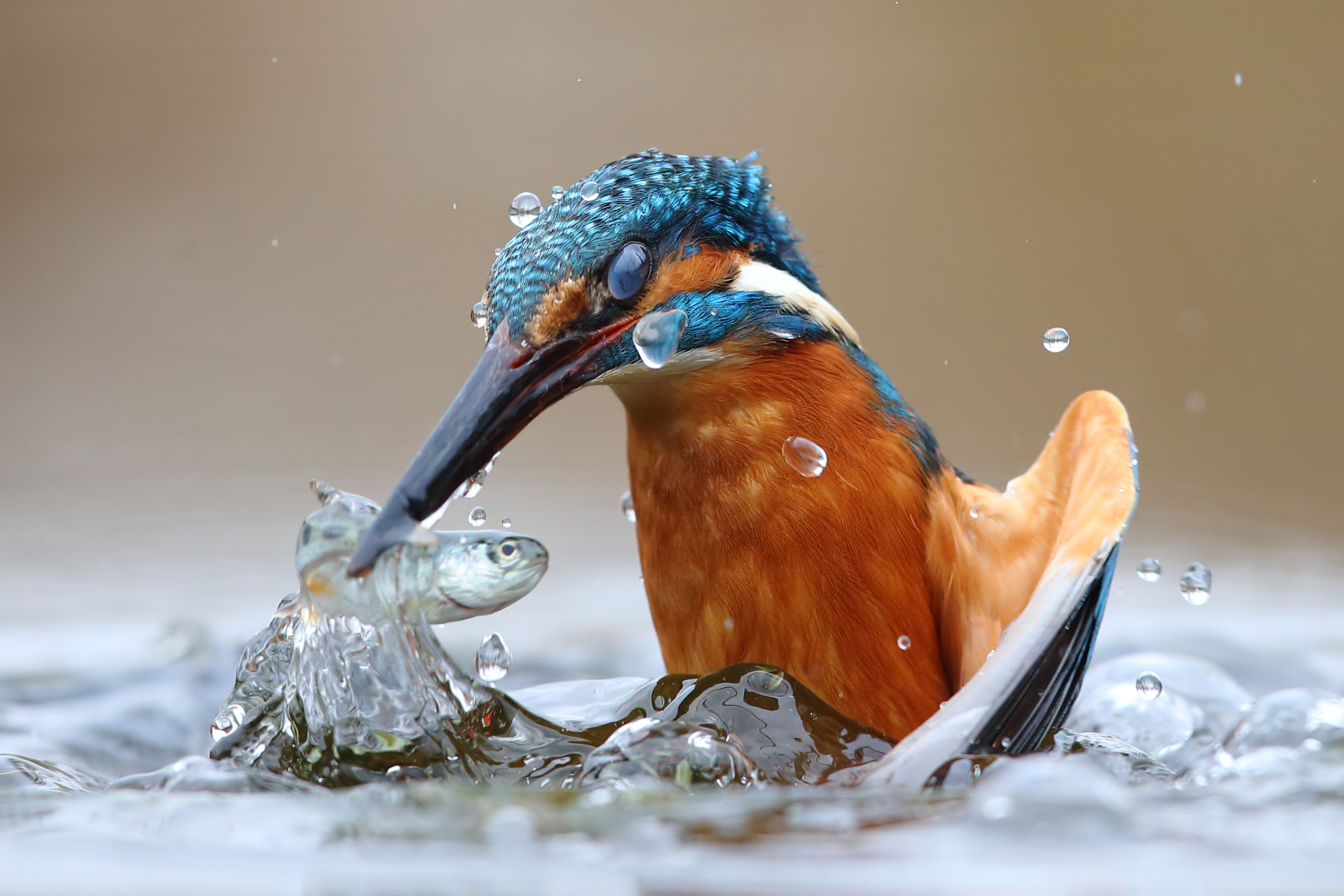
ledňáček říční

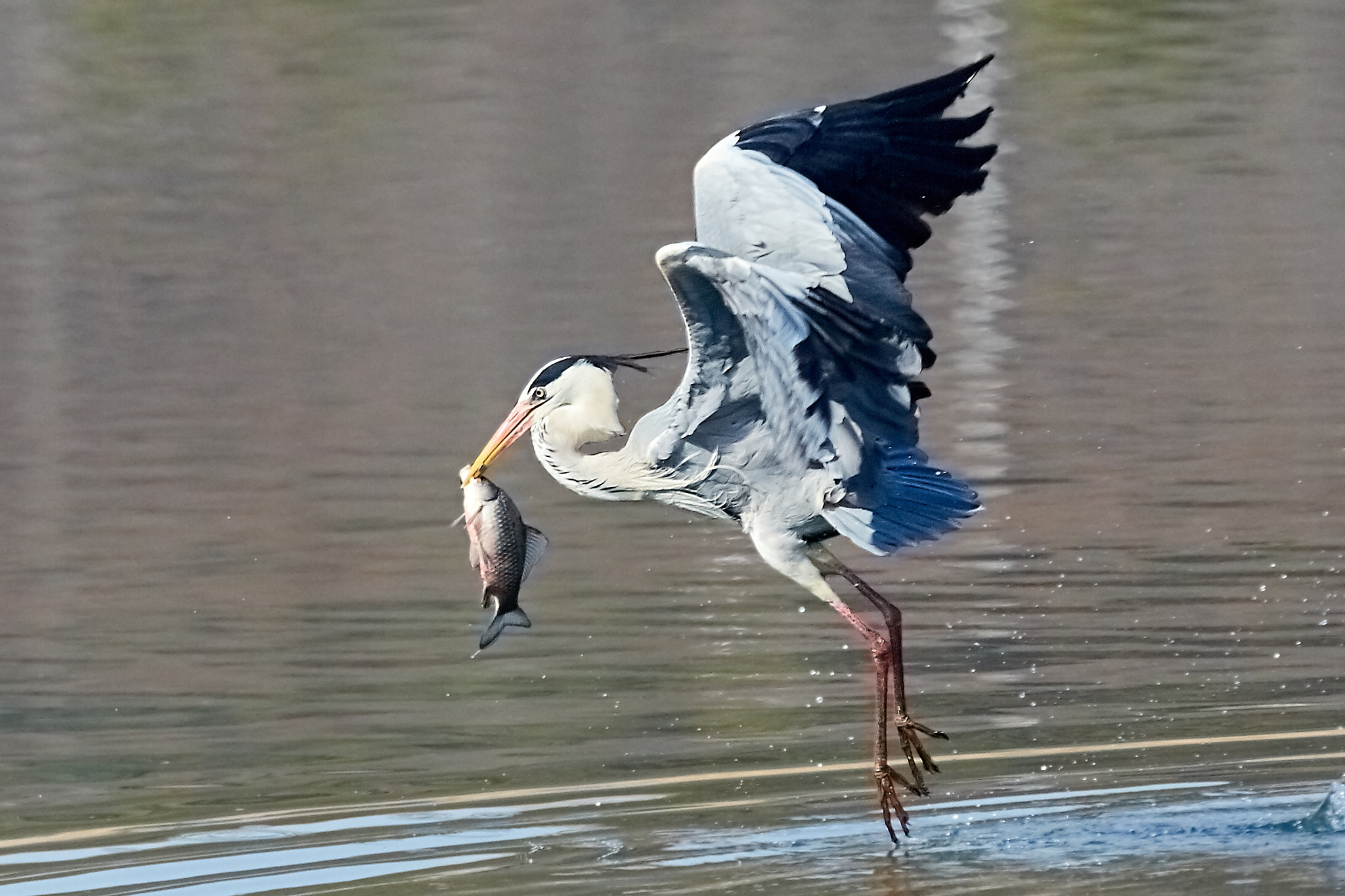
volavka popelavá

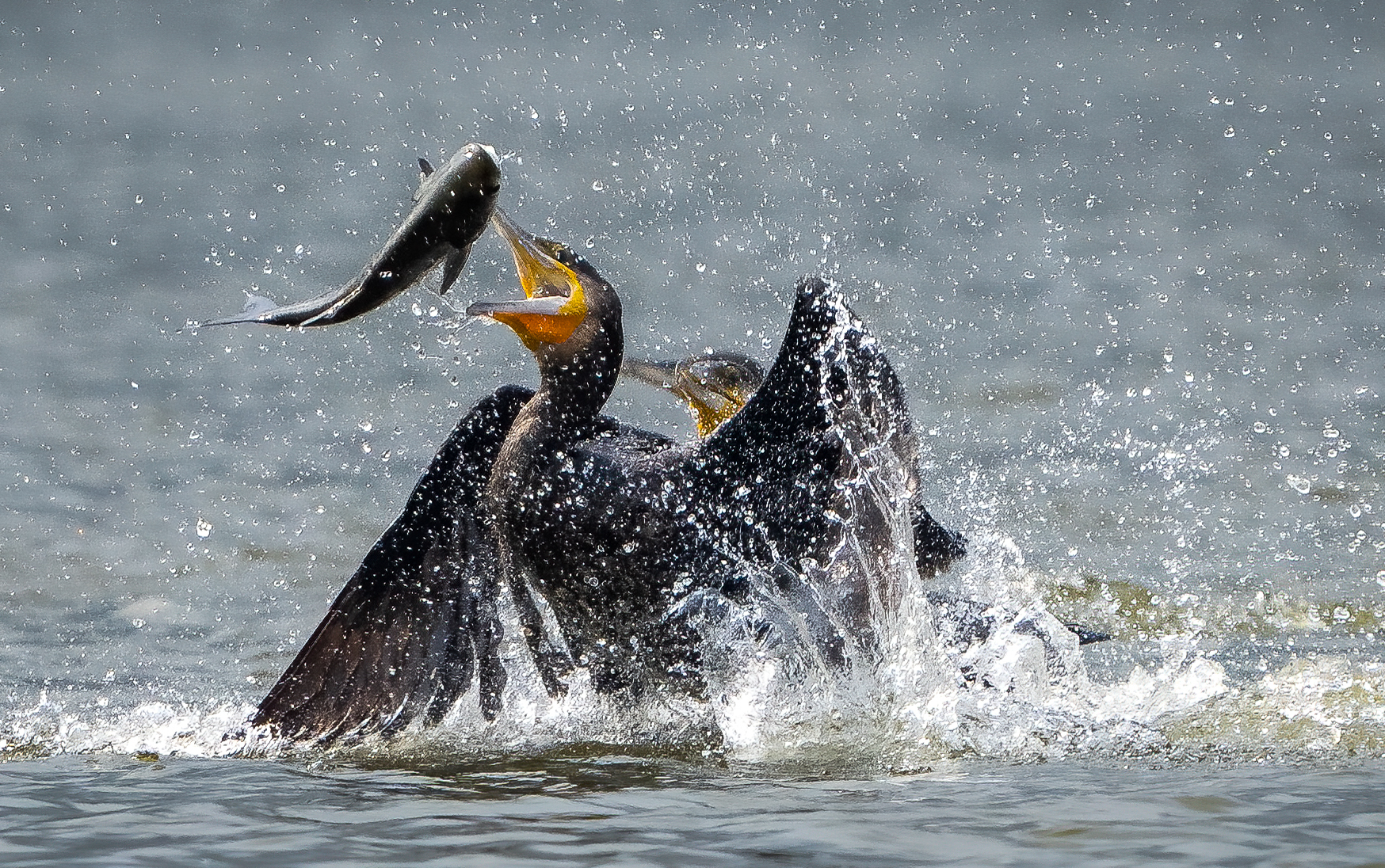
kormorán

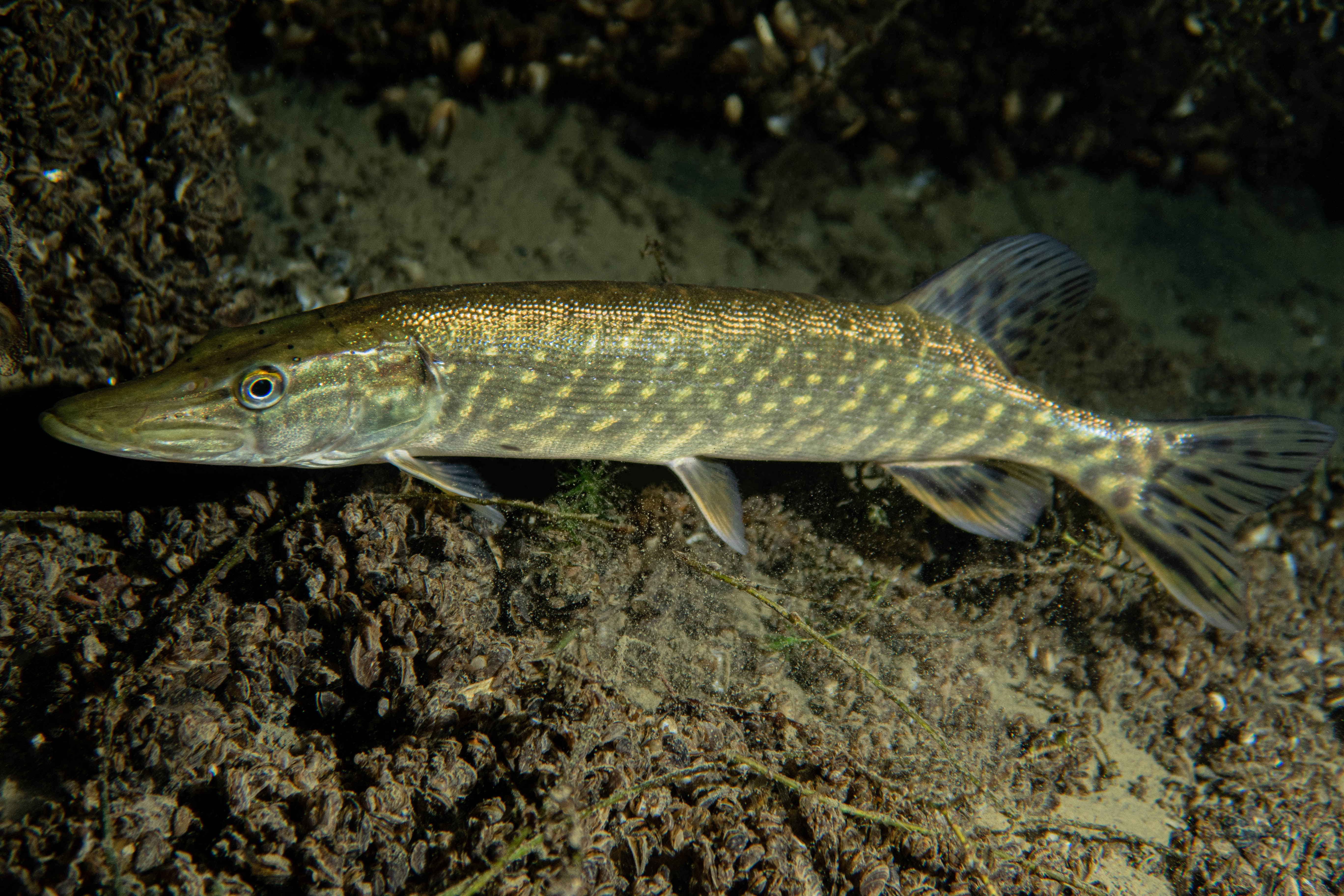
štika

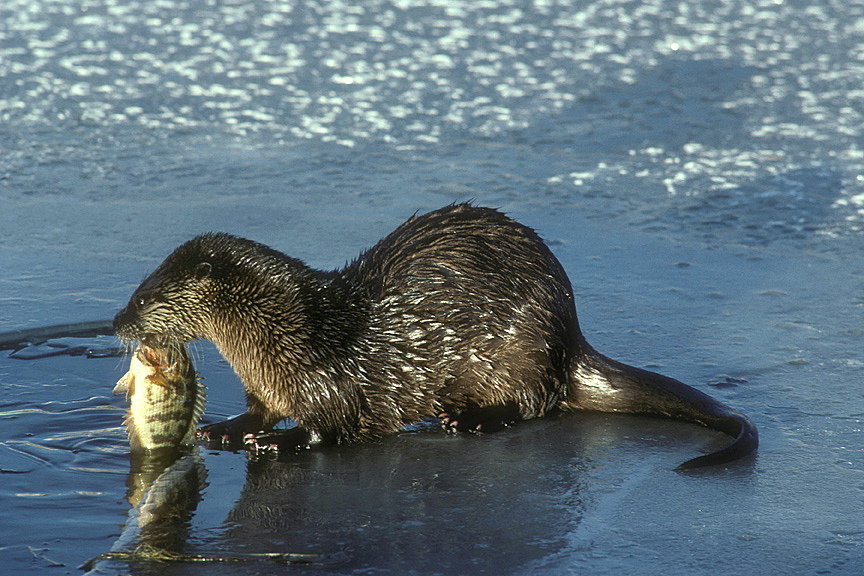
vydra říční

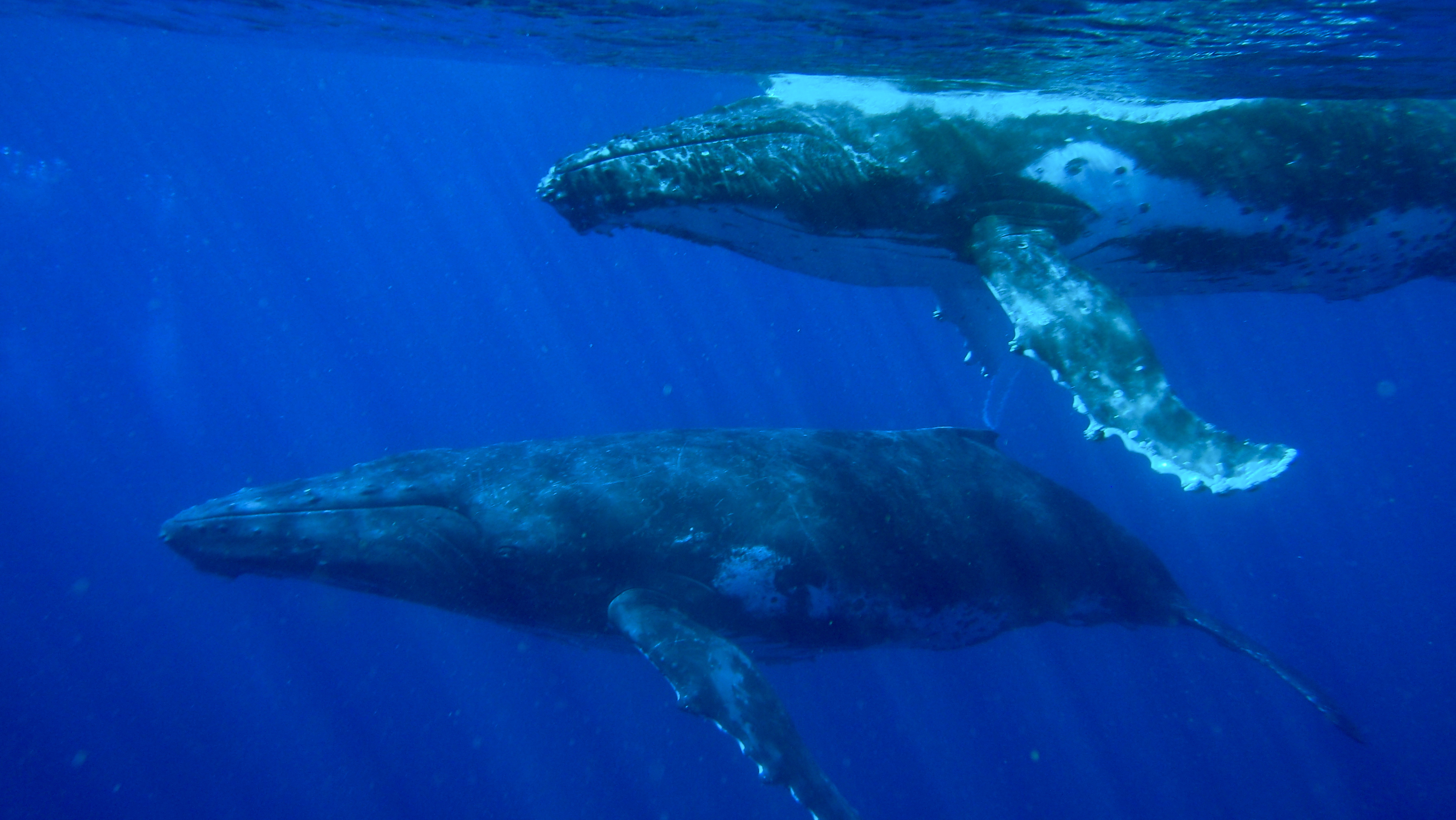
keporkak

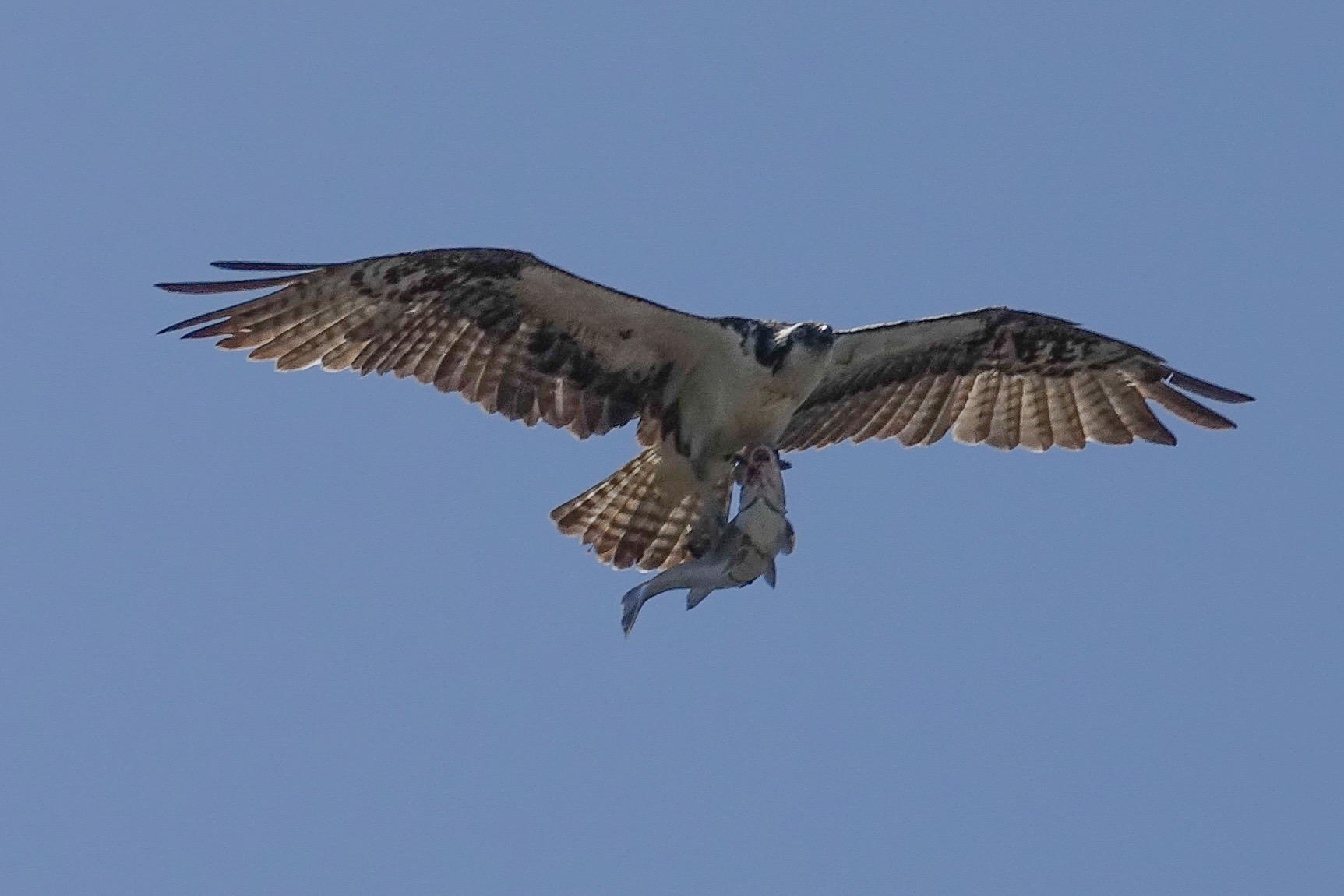
orlovec říční

Rybožravec, v odborné terminologii piscivor (z latinského piscis 'ryba' a vorō 'požírat') nebo ichtyofág (z řeckého ichtys 'ryba' a fagein 'jist') je masožravý živočich, který se živí převážně rybami. Ryby byly potravou čtyřnožců v raném období jejich evoluce (přes obojživelníky vázané na vodu během devonského období). Z hlediska potravní strategie následovala hmyzožravost. Teprve později se u pozemsky adaptovaných plazů a synapsid vyvinula býložravost.
Téměř všechny dravé ryby (většina žraloků, tuňáků, plachetníků, štik a další) jsou rybožravé. Někteří další vodní živočichové, jako jsou kytovci, ploutvonožci a krokodýli, nejsou výhradně rybožraví; kromě ryb často loví také bezobratlé, mořské savce, vodní ptactvo a dokonce i brodící se suchozemská zvířata. Někteří živočichové, například chobotnice, krakatice, kytovci, medvěd grizzly, jaguáři, vlci a racci, ale i některé druhy žahavců, hadů, želv a pavouků, mohou mít ryby jako významnou, ne-li dominantní část jejich stravy.
Rovněž lidé mohou prospívat na stravě založené na rybách, stejně jako jejich masožraví domestikovaní mazlíčci, jako jsou psi a kočky.
Rybožravé živočichy lze rozdělit na primární a sekundární. Primární rybožravci, také známí jako „specialisté“, přecházejí na tuto potravu v prvních měsících svého života. Sekundární rybožravci se na ryby specializují až v pozdější fázi života. Předpokládá se, že změna potravy sekundárních rybožravců je způsobena adaptací na udržení účinnosti ve využívání energie v průběhu růstu.

## Příklady rybožravých živočichů
Ze v současnosti žijících druhů lze mezi rybožravé zařadit tyto živočichy (výčet je pouze částečný):
- štika
- volavka popelavá
- kormoráni
- pelikán
- lachtani
- tuleni
- kosatka dravá
- keporkak
- vydry
- morčák
- tučňáci
- orel bělohlavý
- orlovec říční
- netopýr rybožravý
- barakuda
- piraňa
- arapaima velká
- kočka rybářská
- kočka plochočelá
- delfínovec amazonský

V Česku jsou kormoráni, volavky a vydry chráněni. Rybáři však považují tyto rybožravé živočichy za škůdce a zejména v případě kormoránů poukazují na výrazný nárůst jejich početních stavů. Vzniká tak spor mezi rybáři a ochránci přírody.

## Vyhynulí a prehistoričtí rybožravci
O řadě vyhynulých a prehistorických živočichů se předpokládá, že byli primárně rybožraví s ohledem na jejich anatomii a/nebo ekologii. U některých bylo potvrzeno, že jsou rybožraví díky fosilním nálezům. Tento seznam zahrnuje specializované rybožravce, jako je Laganosuchus, stejně jako všeobecné predátory, jako je Baryonyx a Spinosaurus, u kterých bylo zjištěno, že ryby byly součástí jejich potravy, nebo se to o nich alespoň předpokládá:
- Baryonyx (predátor, který měl lebku podobnou krokodýlovi, nalezena kostra s šupinami lepidotidní ryby * Scheenstia v místě, kde by měl být žaludek)[6]
- Spinosaurus (blízký příbuzný Baryonyxe, předpokládá se, že lovil ryby kvůli obřím coelacanthidům nalezeným ve stejném prostředí a kvůli anatomickým rysům, včetně čenichu citlivého na tlak, který mohl detekovat pohyby plavající kořisti)[6][7 ]
- Laganosuchus (zploštělá hlava naznačuje, že mohl pasivně čekat, až ryby připlavou do blízkosti jeho tlamy, aby je pohltil)[8]
- Pteranodon (v zobácích a žaludečních dutinách některých exemplářů byly nalezeny zbytky ryb)
- Elasmosaurus (dlouhý krk, stereoskopicky umístěné oči a dlouhé zuby jsou považovány za adaptace pro pronásledování a lov ryb a jiných živočichů)
- Thyrsocles (fosilní exemplář nalezený se žaludkem naplněným vyhynulým sleděm Xyne grex)[9]
- Xiphactinus (byl nalezen 4 metry dlouhý exemplář s dokonale zachovanou kostrou příbuzného Gillicuse v žaludku)
- Diplomystus (malý příbuzný sledě, jsou známy četné fosilie jedinců, kteří uhynuli při pokusu spolknout jiné ryby, včetně menších jedinců stejného druhu)
- Ornithocheirus (rybožravost se předpokládá vzhledem k anatomii jeho čelistí a chrupu)
- Titanoboa (mnohočetné kraniální a biochemické charakteristiky naznačují, že byl primárně rybožravý)[10].